# Wskrzeszenie Łazarza (obraz Jana Matejki)
Wskrzeszenie Łazarza – obraz olejny autorstwa Jana Matejki, namalowany na płótnie w 1867, będący własnością Parafii Najświętszej Maryi Panny Wniebowziętej w Nowym Wiśniczu.

## Historia
Rok przed powstaniem obrazu zmarł szwagier Matejki ks. Stanisław Giebułtowski. Wydarzenie miało miejsce 13 kwietnia 1866 w domu Matejków na ul. Krupniczej w Krakowie. Łazarz wstający z grobu ma rysy ks. Giebułtowskiego. U dołu dzieła znajduje się napis dedykacyjny: Pamięci ukochanego Brata i Przyjaciela Księdza Stanisława Giebułtowskiego zmarłego w d. 13 kwietnia r.p. 1866 J.M. 1867. Prawdopodobnie Maria, siostra Łazarza, ma na obrazie Matejki rysy Marii Walerii Golichowskiej, rodzonej siostry malarza.
Obecnie obraz jest własnością Parafii Najświętszej Maryi Panny Wniebowziętej  w Nowym Wiśniczu w województwie małopolskim.

## Opis
Artysta przedstawił znaną z Nowego Testamentu scenę wskrzeszenia Łazarza – jeden z cudów Jezusa. Ekspresywny Chrystus Matejki przedstawiony został jako taumaturg z wyciągniętą prawą ręką, w geście mocy. Maria, siostra wskrzeszanego, trzyma Chrystusa za nadgarstek lewej ręki, obserwując zjawisko. Nad Marią zdumieni gapie, może przybyli do Betanii żydowscy żałobnicy, wspominani w Ewangelii wg św. Jana. Za głową Łazarza, przedstawionego w dolnej części obrazu, siwowłosy mężczyzna, który co dopiero zdjął umarłemu z twarzy chustę. Łazarz ma zamknięte oczy, ale już się podnosi, obiema rękami trzymając się ram grobowca. Jego ciało jeszcze spowija biały całun. Chrystus jest centralną postacią przedstawionej sceny, ma głowę otoczoną nimbem Zbawiciela. Ubrany jest zgodnie z kanonem chrześcijańskim w czerwoną szatę i granatowy płaszcz, symbole krwi i wody, które wypłyną z jego boku po przebiciu go przez Longinusa na skale Golgoty.
Temat wskrzeszenia Łazarza był już wielokrotnie wykorzystywany przez malarzy europejskich z kręgu Kościoła katolickiego (m.in. Giotto, Caravaggio, Rembrandt, Tintoretto, Fabritius, Van Ouwater). Wersja Matejki zdaje się nawiązywać do obrazu Rembrandta, naśladowanego później przez Fabritiusa.